# Hydraschema
Hydraschema is een kevergeslacht uit de familie van de boktorren (Cerambycidae). De wetenschappelijke naam van het geslacht werd voor het eerst geldig gepubliceerd in 1864 door Thomson.

## Soorten
Hydraschema omvat de volgende soorten:
- Hydraschema cribripenne Lane, 1966
- Hydraschema fabulosa Thomson, 1864
- Hydraschema leptostyla Lane, 1938
- Hydraschema mirim Martins & Galileo, 1998
- Hydraschema obliquevittata (Lane, 1966)
- Hydraschema petila Martins & Galileo, 1998
- Hydraschema veruta Lane, 1966
- Hydraschema villiersi Lane, 1965